# Onthophagus pacificus
Onthophagus pacificus är en skalbaggsart som beskrevs av Lansberge 1885. Onthophagus pacificus ingår i släktet Onthophagus och familjen bladhorningar. Inga underarter finns listade i Catalogue of Life.